# Bianca Maria Piccinino
Bianca Maria Piccinino (n. 29 ianuarie 1924, Triest) este o moderatoare de televiziune și jurnalistă italiană. A fost prima femeie care a prezentat știrile la televiziunea italiană.

## Biografie
S-a născut în Triest în 1924, a absolvit Facultatea de biologie și s-a alăturat RAI în 1953.
La mijlocul anilor 1950, ea a prezentat spectacolul L'Amico degli animali cu Angelo Lombardi și asistentul său Andalù. În anii următori, a devenit responsabilă pentru emisiunile de modă de la RAI.
A fost prezentatoarea pentru Italia a Concursului Muzical Eurovision, edițiile din anii 1957, 1958 și 1959.
Bianca Maria Piccinino a rămas la RAI și după pensionarea ei în 1989.
În prezent (2018), ea studiază Moda come costume la Academia Koefia din Roma și scrie articole pentru diverse reviste.

## Distincții
- San Giusto d’Oro, Trieste, 12 decembrie 2014[3]